# Кортні Томпсон
Ко́ртні То́мпсон (англ. Courtney Thompson; нар. 4 листопада 1984) — американська волейболістка, пасуючий. Олімпійська медалістка. Чемпіонка світу.

## Із біографії
Виступала за студентську волейбольну команду Вашингтонського університету. Протягом професіональної кар'єри захищала кольори клубів з Пуерто-Рико, Австрії, Швейцарії, Польщі і Бразилії.
У складі «Волеро» (Цюрих) двічі грала в півфіналах клубного чемпіонату світу. У команді з Цюриха її партнерками були українки Олеся Рихлюк і Євгенія Нюхалова. Переможниця національних першостей Швейцарії, Австрії і Бразилії.
Учасниця двох Олімпіад. На турнірі в Лондоні 2012 року здобула срібну нагороду, а через чотири роки в Ріо-де-Жанейро — бронзову. Чемпіонка світу 2014 року, у фіналі її команда була сильнішою від збірної Китаю. Переможниця турнірів Світового гран-прі 2012 і 2015 років. У складі національної збірної провела 119 матчів.

## Виступи на Олімпіадах
| Олімпіада   | Дисципліна | Місце |
| ----------- | ---------- | ----- |
| Лондон 2012 | волейбол   | 2     |
| Ріо 2016    | волейбол   | 3     |

## Статистика
Статистика виступів в єврокубках і клубних чемпіонатах світу:
| Сезон              | Клуб               | Турнір             | Ігри | Сети | Очки | Ср.  | Примітки |
| ------------------ | ------------------ | ------------------ | ---- | ---- | ---- | ---- | -------- |
| 2008/09            | «Кеніц»            | Кубок ЄКВ          |      |      |      | ,    |          |
| 2010/11            | «Пост» (Швехат)    | Кубок ЄКВ          |      |      |      | ,    |          |
| 2013/14            | «Волеро» (Цюрих)   | Ліга чемпіонів     | 8    | 31   | 15   | 0,48 |          |
|                    | «Волеро» (Цюрих)   | Чемпіонат світу    | 4    | 16   | 3    | 0,19 |          |
| 2014/15            | «Волеро» (Цюрих)   | Ліга чемпіонів     | 10   | 39   | 25   | 0,64 |          |
|                    | «Волеро» (Цюрих)   | Чемпіонат світу    | 4    | 15   | 6    | 0,4  |          |
| Всього за «Волеро» | Всього за «Волеро» | Всього за «Волеро» | 26   | 101  | 49   | 0,49 |          |

Статистика виступів у збірній на Олімпійських іграх і чемпіонаті світу:
| Рік    | Турнір           | Ігри | Сети | Очки | Ср.  | Місце | Примітки |
| ------ | ---------------- | ---- | ---- | ---- | ---- | ----- | -------- |
| 2012   | Олімпійські ігри | 7    | 17   | 2    | 0,12 | 2     |          |
| 2014   | Чемпіонат світу  | 13   | 42   | 6    | 0,14 | 1     |          |
| 2016   | Олімпійські ігри | 6    | 13   | 1    | 0,08 | 3     |          |
| Всього | Всього           | 26   | 72   | 9    | 0,13 |       |          |

## Галерея

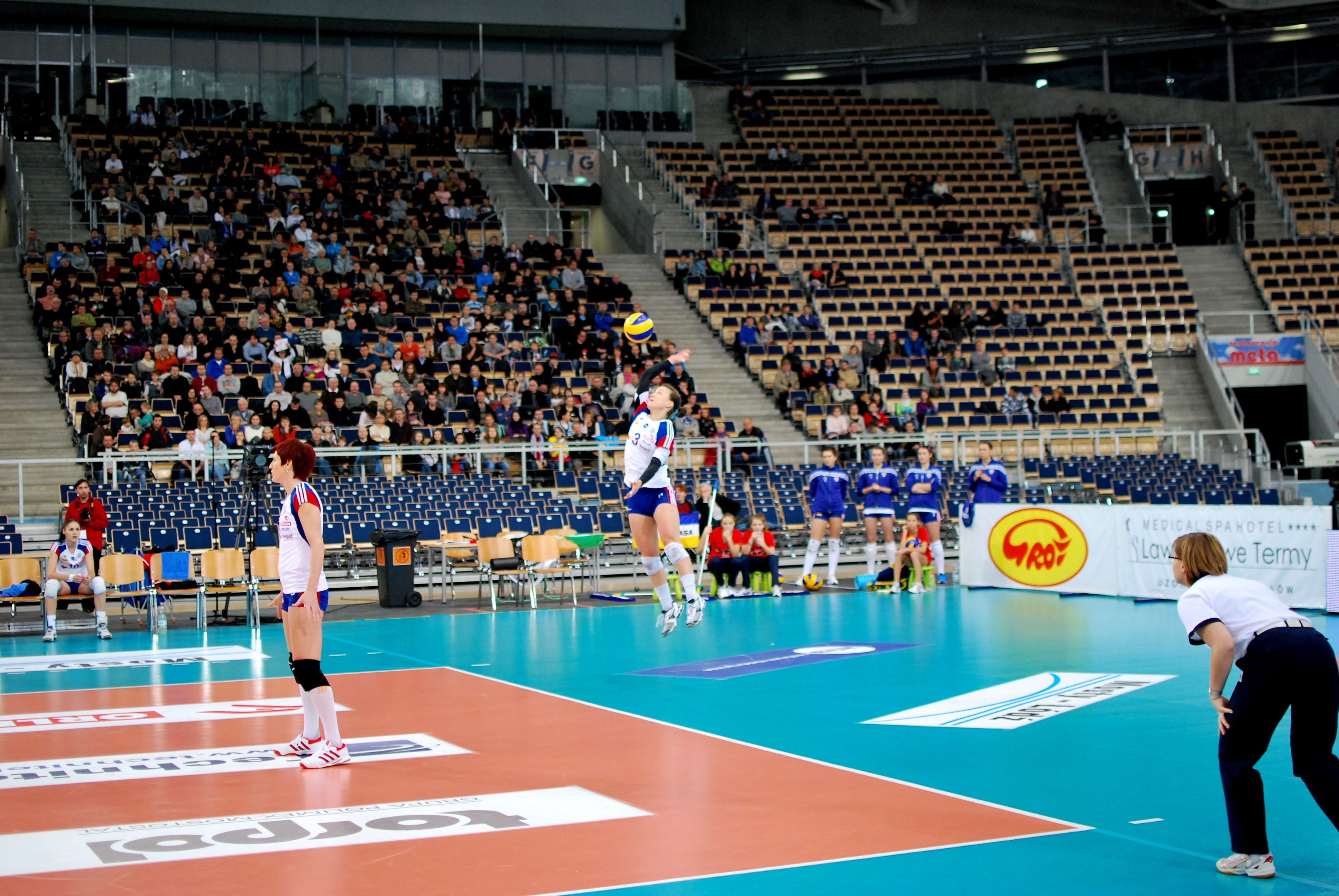
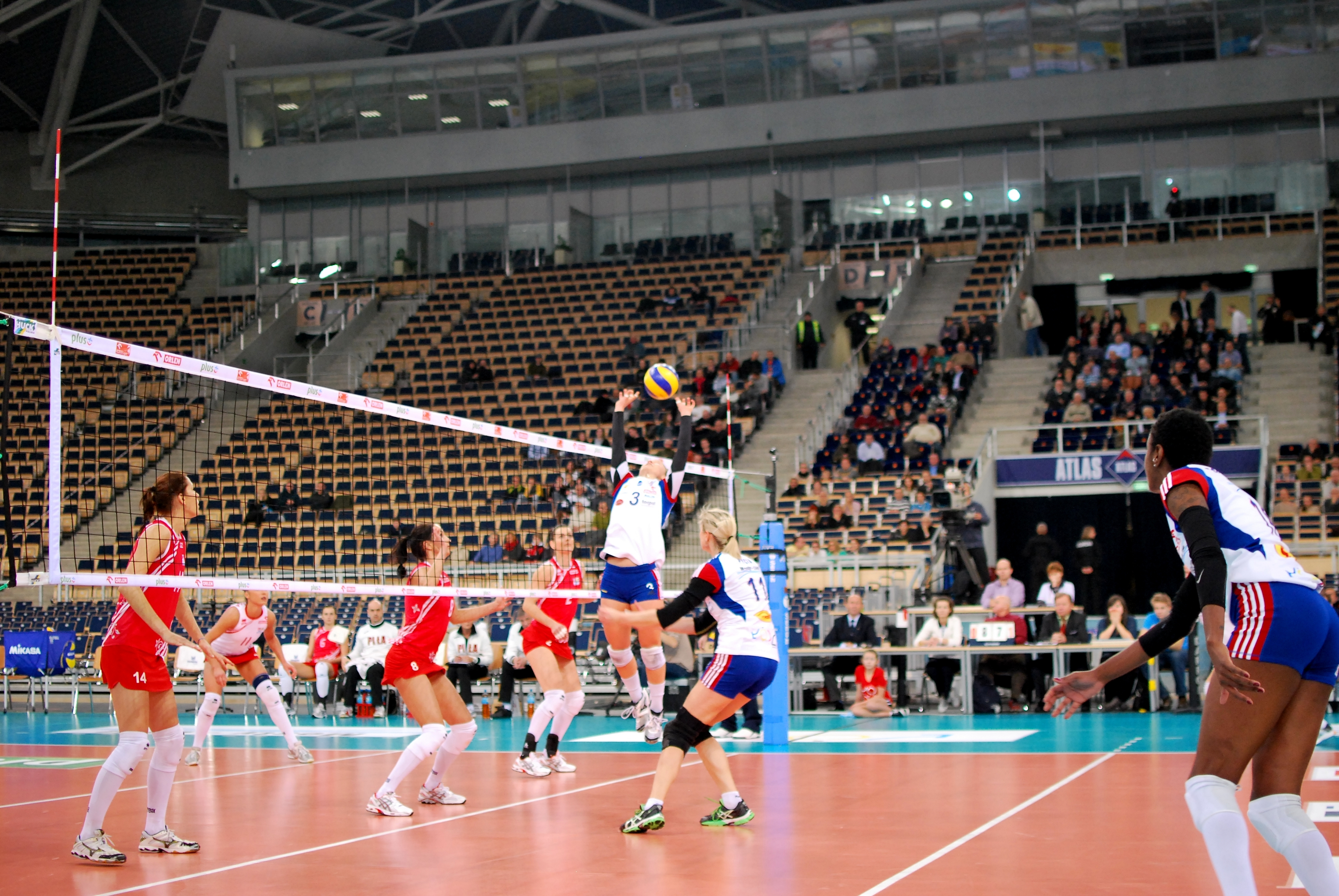